# Tragia mexicana
Tragia mexicana är en törelväxtart som beskrevs av Johannes Müller Argoviensis. Tragia mexicana ingår i släktet Tragia och familjen törelväxter. Inga underarter finns listade i Catalogue of Life.